# Municipio de Ward (Iowa)
El municipio de Ward (en inglés: Ward Township) es un municipio ubicado en el condado de Clarke en el estado estadounidense de Iowa. En el año 2010 tenía una población de 263 habitantes y una densidad poblacional de 3,14 personas por km².

## Geografía
El municipio de Ward se encuentra ubicado en las coordenadas 41°2′14″N 93°51′16″O / 41.03722, -93.85444. Según la Oficina del Censo de los Estados Unidos, el municipio tiene una superficie total de 83.74 km², de la cual 83,39 km² corresponden a tierra firme y (0,42 %) 0,35 km² es agua.

## Demografía
Según el censo de 2010, había 263 personas residiendo en el municipio de Ward. La densidad de población era de 3,14 hab./km². De los 263 habitantes, el municipio de Ward estaba compuesto por el 98,48 % blancos, el 0,38 % eran asiáticos y el 1,14 % eran de una mezcla de razas. Del total de la población el 0,38 % eran hispanos o latinos de cualquier raza.